# Alain Jessua
Alain Jessua (Párizs, 1932. január 16. – Évreux, 2017. november 30.) francia filmrendező, forgatókönyvíró.

## Filmjei
Rendező és forgatókönyvíró
- Léon la lune (1956, rövidfilm)
- La vie à l'envers (1964)
- Játék a gyilkossággal (Jeu de massacre) (1967)
- Sokkos kezelés (Traitement de choc) (1973)
- Armaguedon (1977)
- A kutyák (Les chiens) (1979)
- Éden boldog-boldogtalannak (Paradis pour tous) (1982)
- Frankenstein 90 (1984)
- En toute innocence (1988)
- Les couleurs du diable (1997)

## Díjai
- Jean Vigo-díj (1957, a Léon la lune című filmért)
- Velencei Nemzetközi Filmfesztivál (1964, a legjobb első rendezésért, a La vie à l’envers című filmért)
- Cannes-i nemzetközi filmfesztivál – legjobb forgatókönyv díja (1967, Játék a gyilkossággal (Jeu de massacre) című filmért)